# Lietejärvi (sjö i Kajanaland)
Lietejärvi är en sjö i Finland. Den ligger i kommunen Hyrynsalmi i landskapet Kajanaland, i den centrala delen av landet, 500 km norr om huvudstaden Helsingfors. Lietejärvi ligger 260 meter över havet. Arean är 44 hektar och strandlinjen är 4,26 kilometer lång. Sjön  ingår i Uleälvens huvudavrinningsområde. 